# Maria di Rohan

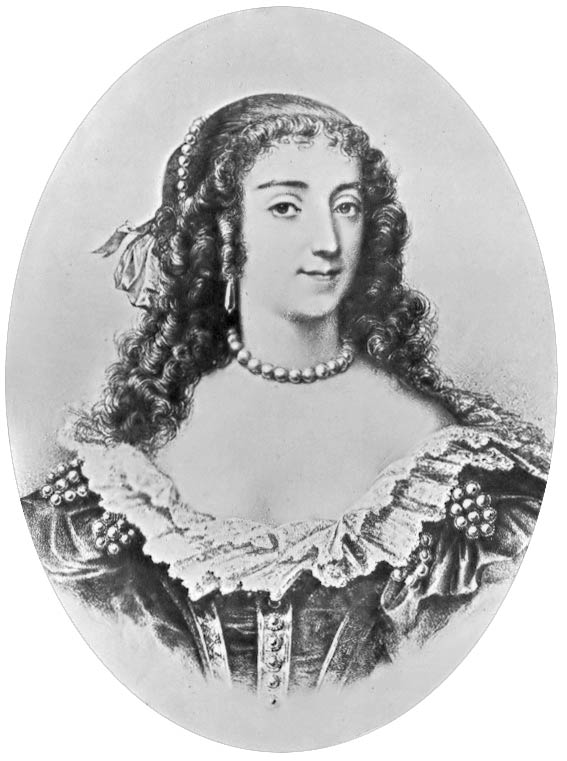
Marie de Rohan, duchesse de Chevreuse (1600-1679), modèle historique de l'héroïne de l'opéra

Maria di Rohan, Melodramma tragico in tre atti, est un opéra tragique en trois actes de Gaetano Donizetti qui fut représenté pour la première fois le 5 juin 1843 au Theater am Kärntnertor à Vienne.

## Personnages

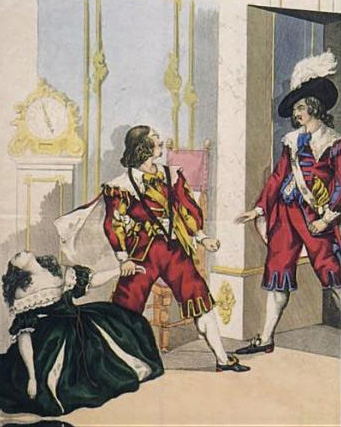
Eugenia Tadolini, Carlo Guasco et Giorgio Ronconi dans la scène finale de Maria di Rohan de Donizetti lors de la création mondiale à Vienne le 5 juin 1843

| Rôle                                                    | Voix    | Première mondiale (Chef d'orchestre: -) |
| ------------------------------------------------------- | ------- | --------------------------------------- |
| Maria, comtesse de Rohan                                | soprano | Eugenia Tadolini                        |
| Riccardo, comte de Chalais                              | ténor   | Carlo Guasco                            |
| Enrico, duc de Chevreuse                                | baryton | Giorgio Ronconi                         |
| Armando di Gondì                                        | ténor   | Michele Novaro                          |
| Le vicomte de Suze                                      | basse   | Friedrich Becher                        |
| de Fiesque                                              | basse   | Gustav Hölzel                           |
| Aubry, secrétaire de Chalais                            | ténor   | Anton Müller                            |
| Un familier de Chevreuse                                | basse   |                                         |
| Chevaliers et dames, soldats, pages, serviteurs (chœur) |         |                                         |

## Argument

### Acte I
Paris, au temps du roi Louis XIII, dans l'antichambre royale: Maria di Rohan, courtisane célèbre, craint pour la vie de son mari, le duc de Chevreuse, qui a été condamné à mort par le cardinal Richelieu pour avoir tué en duel un de ses neveux. Les duels sont légalement interdits. Elle engage alors son ancien amant, le comte de Chalais, encore amoureux d'elle, à intervenir auprès du roi pour obtenir la grâce de son mari. Chalais réussit dans cette entreprise. Au même temps, Armando di Gondi, un jeune cavalier, se moque de la vie amoureuse de Marie. Chalais répond à cet affront en le défiant en duel. Amnistié par le roi, Chevreuse  en reconnaissance, offre à Chalais l'assister dans ce duel. Marie renouvelle son amour ancien pour Chalais.

### Acte II
Dans son palais, Chalais attend l'heure du combat. Dans l'éventualité où il serait tué, il écrit une lettre d'adieu adressée à Marie  et la confie à son serviteur Aubry. Marie arrive et l'avertit que Richelieu, son rival politique, va saisir l'occasion de ce duel pour l'éliminer. Chevreuse entre à son tour, et Marie se cache pour ne pas se trahir aux yeux de son mari. Ayant débattu encore de quelques détails du combat, Chevreuse se rend sur le lieu du duel pendant que Marie implore Chalais de ne pas aller se battre. Tous deux apprennent alors qu'en l'absence de Chalais, Chevreuse s'est proposé comme adversaire à Gondi.

### Acte III
Le duel a bien eu lieu et Chevreuse revient une légère blessure au bras. Marie et Chalais se rendent au palais du duc alors que les soldats de Richelieu recherchent déjà le comte pour le conduire en prison. Chevreuse les accueille sans aucun soupçon et encourage même Chalais à s'enfuir. Chalais part après avoir murmuré à Marie qu'il viendra la chercher ici dans une heure pour qu'ils puissent s'enfuir ou mourir ensemble. Un instant plus tard, de Fiesque, un des soldats du cardinal, entre et remet au duc la lettre d'adieu de Chalais qu'il a trouvée au palais de ce dernier. Chevreuse en la lisant, découvre alors la liaison entre son épouse et le comte. Dévoré par la jalousie, il interroge Marie, qui sans détour avoue tout, et plein de rage, il attend le retour de Chalais. 
L'heure passée, Chalais réapparaît. Il est immédiatement défié en duel par Chevreuse. La lutte entre les deux, qui a lieu hors scène, finit par deux coups de pistolets. Chevreuse rentre en annonçant aux soldats que Chalais a lui-même mis fin à ses jours. Il s'adresse ensuite à Marie à laquelle il reproche d'avoir gâché la vie de chacun par sa conduite licencieuse. Marie s'agenouille et s'abandonne au désespoir.

## Genèse
Maria di Rohan, le 64e opéra de Donizetti et un des plus mûrs du compositeur, a été créé le 5 juin 1843 au Theater am Kärntnertor à Vienne. Eugenia Tadolini était la primadonna, assistée par Carlo Guasco et Giorgio Ranconi. C'est en 1837 que Donizetti charge Salvatore Cammarano, librettiste renommé, d'écrire un texte adapté d'une pièce de théâtre récente de Lockroy. Occupé à d'autres œuvres Donizetti néglige le livret qui est utilisé par Giuseppe Lillo pour son opéra Il conte di Chalais en 1839 qui n'obtient aucun succès. 
À partir des années 1840, Donizetti se préoccupe de nouveau du sujet et compose la Maria di Rohan qui est accueillie favorablement par la critique viennoise. Par la suite, l'œuvre est représentée dans tous les grands théâtres de l'Europe avant de tomber dans l'oubli. Vers la fin du XXe siècle, l'œuvre est  redécouverte et mise en scène plusieurs fois.

## Horizon historique
L'action de l'opéra est librement inspirée de l'histoire de la vie de Marie de Rohan, duchesse de Chevreuse (1600-1679). Marie étant déjà veuve, s'est remariée en 1622 avec Claude de Lorraine, duc de Chevreuse, fils cadet du « Balafré ». Elle a joué un rôle important et quelquefois décisif dans les cabales contre la cour de Louis XIII dans les années 1620. En 1625, elle a intrigué pour abattre le puissant cardinal Richelieu en y engageant son ami Henri de Talleyrand-Périgord, comte de Chalais, confident du roi. Malgré cet échec, elle continua à exercer une certaine influence à la cour et participa encore à plusieurs autres conspirations contre le cardinal dont l'action était dirigée contre les tentations d'autonomie de la haute aristocratie mettant en péril le régime.

## Enregistrements
- Mariana Nicolesco, Giuseppe Morino, Paolo Coni, Tokyo Symphony Orchestra, chef d'orchestre: Massimo de Bernart. Nuovo Era 1988 (live).
- Edita Gruberova, Ottavio Arévalo, Ettore Kim, Radio-Symphonieorchester Wien, chef d'orchestre: Elio Boncompagni. Nightingale 1996 (live).
- Krassimira Stoyanova, José Bros, Christopher Purves, Graeme Broadbent, Loïc Félix, Brindley Sherratt, Christopher Turner, Riccardo Simonetti, Enkelejda Shkosa, Geoffrey Mitchell Choir, Orchestra of the Age   of Enlightenment, Mark Elder (Opera Rara) 2012
- Virginia Zeani, Enzo Tei, Mario Zanasi, Anna Maria Rota, Mario Rinaudo, Silvano Pagliuca, Luigi Paolillo, Teatro di San Carlo, chef d'orchestre : Fernando Previtali, Myto 1962 (live).